# Montclus (Hautes-Alpes)
Montclus település Franciaországban, Hautes-Alpes megyében. Lakosainak száma 47 fő (2022. január 1.). Montclus Chanousse, L’Épine, Méreuil, Montjay, Serres és Sigottier községekkel határos.

## Népesség
A település népességének változása:
| Lakosok száma | 47   | 46   | 45   | 43   | 58   | 60   | 57   | 52   | 50   | 47   |
|               | 1968 | 1982 | 1990 | 2006 | 2013 | 2015 | 2017 | 2019 | 2020 | 2022 |